# Gaig becgròs gorjablau
El gaig becgròs gorjablau  (Eurystomus gularis) és una espècie d'ocell de la família dels coràcids (Coraciidae) que habita la selva d'Àfrica central i Occidental, des de Guinea cap a l'est fins a Uganda, i cap al sud fins al nord d'Angola, incloent les illes del golf de Guinea.